# Liste der Seldschuken-Hane in der Türkei
Die Liste der Seldschuken-Hane in der Türkei verzeichnet die Hane der Seldschuken auf dem Gebiet der heutigen Türkei. Die Hane waren als Karawansereien ummauerte Herbergen an Karawanenstraßen. Reisende konnten dort mit ihren Tieren und Handelswaren sicher nächtigen und sich mit Lebensmitteln versorgen. Große Karawansereien dienten zugleich als Warenlager und Handelsplatz für Im- und Exportwaren.
Die Sultane der Rum-Seldschuken bauten vor allem im 13. Jahrhundert in Anatolien ein Netz von Karawansereien auf. Die ursprünglichen, seldschukischen Karawansereien verfügten über Werkstätten, boten ärztliche Versorgung, hatten Bäder, Küchen, Tee- und Kaffeestuben. Musikkapellen spielten zur Unterhaltung. Nahe dem Eingangstor befand sich ein Raum zum Beten. Manche Stationen verfügten auch über kleine Moscheen im Innenhof. Die Dienstleistungen an den Karawanenstraßen waren kostenfrei, nur in den Städten mussten Gebühren entrichtet werden.
| Name                                                                                              | Lage | Baujahr                               | Erbauer | heutige Nutzung                                            | Ort, Landkreis                                    | Bild |
| ------------------------------------------------------------------------------------------------- | ---- | ------------------------------------- | --- | ---------------------------------------------------------- | ------------------------------------------------- | --- |
| Ağzıkarahan (Hoca Mesud Han, Kiosk Cami Han)                                                      | Lage | 1231–1240                             | Mesud, Sohn des Abdullah (ein reicher Kaufmann) unter Sultan Kai Kobad I.                                                                         | Privatbesitz, Café, Hotel                                  | Ağzikara; Aksaray                                 | Ağzıkara Han, erbaut 1231–1240 von Mesud, Sohn des Abdullah unter Sultan Kai Kobad I.                                  |
| Akça Derbent                                                                                      |      | unbekannt                             | unbekannt | wenige Ruinen                                              | Elbistan, Elbistan                                | |
| Akbaş Hanı                                                                                        |      | unbekannt                             | unbekannt | Ruinen; in Restauration                                    | Akbaş; Karatay                                    | |
| Akhan (Goncalı) (Ak Han, Goncalı Han, Bozhan, Yeni Han)                                           | Lage | 1253/54                               | Şeyfettin Karasungur Ibn Abdullah, Emir von Lâdik unter Sultan Kai Kaus II. oder Karasungur Ben Abdullah, Bruder des Wesirs Jalal al-Din Karatay. | Hotel und Hochzeitssalon; zurzeit geschlossen (Stand 2022) | Goncalı; Pamukkale                                | |
| Akhan (Aksaray) (Kılıç Arslan Han)                                                                |      | 1156–1192                             | Sultan Kılıç Arslan II. | wenige Mauerreste vorhanden                                | Yenikent; Aksaray                                 | |
| Alacahan (Alaca Han)                                                                              | Lage |                                       | |                                                            |                                                   | |
| Alara Han (Alara Hanı)                                                                            | Lage | 1230/31                               | Sultan Ala ad-Din Kai Kobad I. | Privatbesitz; Nutzung als Café und Basar                   | Okurcalar; Alanya                                 | |
| Alayhan (Alay Han)                                                                                | Lage | zwischen 1150 und 1190                | vermutlich Sultan Kılıç Arslan II. | zurzeit geschlossen.                                       | Alayhanı; Aksaray                                 | Alayhan Kervansaray; erbaut von 1150 bis 1190                                                                          |
| Altınapa Hanı                                                                                     | Lage | 1201/02                               | Şemsettin Altınapa, Wesir des Sultans Sulaiman Schah                                                                                              | überflutet vom Altınapa-Stausee                            | Selçuklu; Konya                                   | Altınapa-Stausee westlich von Konya mit Ruine (siehe roten Pfeil)                                                      |
| Argıthan (Argit Altinapa Han)                                                                     |      | 1201                                  | Sipehsalar Şemsettin Altinapa; unter der Regentschaft von Sultan Kai Chosrau I.                                                                   | Ruine; soll renoviert werden                               | Argıthanı; Ilgın                                  | |
| Atabey Hanı                                                                                       |      | unbekannt                             | Muzaveruddin Yavlak Aslan; | nur Außenmauern stehen noch                                | Elma Yakasi; Kastamonu                            | |
| Atlas Hanı                                                                                        | Lage | unbekannt                             | |                                                            |                                                   | |
| Burma Han (Çalti Han)                                                                             |      | zwischen 1229 und 1242                | Emir Ahmed Schah von Mengücek | nur Fundamente vorhanden                                   | Çaltı; Divriği                                    | |
| Büyük Han (Çarmelik Hanı)                                                                         |      | unbekannt                             | unbekannt | Städtisches Museum                                         | Büyükhan; Bozova                                  | |
| Çakalli Han (Taş Han)                                                                             |      | zwischen 1237 und 1244                | unbekannt; unter der Regentschaft von Sultan Kai Chosrau II.                                                                                      | geschlossen                                                | Çakalli; Kavak                                    | |
| Çakirsaz Han (Anitkaya Han)                                                                       | Lage | Ende des 13. Jh.                      | unbekannt; unter der Regentschaft von Sultan Kai Chosrau III. oder Mas’du II.                                                                     | Museum                                                     | Altıntaş; Altıntaş;                               | |
| Çardak Hanı (Hanâbâd; Hanbat, Han i-Abad)                                                         | Lage | 1230                                  | Marschall Esedüddin Ayaz bin Abdullah eş-Şihabi; unter Sultan Kai Kobad I.                                                                        | Museum geplant; z. Zt. geschlossen (Stand 2022)            | Çardak; Çardak;                                   | |
| Çay Hanı (Taş Han; Ebûl Mücahid Yusuf bin Yakub Hanı)                                             | Lage | 1278/79                               | General Ebûl Mücahid Yusuf bin Yakub unter Sultan Kai Chosrau III.                                                                                | Café, Restaurant                                           | Çay; Çay                                          | Çay; Seldschuken-Kervansaray; Innenraum. Erbaut von General Ebûl Mücahid Yusuf bin Yakub unter Sultan Kai Chosrau III. |
| Çekereksu Hanı (Kadışehri Han)                                                                    |      | 1239 bis 1240                         | Mahperi Hatun, eine Ehefrau von Sultan Kai Kobad I.                                                                                               | Ruine                                                      | Kadışehri; Yozgat                                 | |
| Çınçınli Sultan Hanı (Saraykent Sultan Han)                                                       |      | 1238                                  | Mahperi Hatun, eine Ehefrau von Sultan Kai Kobad I.                                                                                               | Ruine                                                      | Saraykent; Yozgat                                 | |
| Çiftlik Han (Çamlıbel Han)                                                                        |      | 1238 bis 1240                         | Mahperi Hatun, eine Ehefrau von Sultan Kai Kobad I.                                                                                               | Ruine                                                      | Çamlıbel; Tokat                                   | |
| Cırgalan Han (Kagı Han)                                                                           |      | 13. Jahrhundert                       | unbekannt; | Ruinenreste                                                | Kocasinan; Kayseri                                | |
| Çoğulhan (Afşin-Çavlı Hanı; Çavlı Han)                                                            |      | 1212 bis 1240                         | Ismat al-Dunya wal’l-Din, die erste Frau von Sultan Kai KausI. oder Mubariz al-Din Chavli, Emir von Elbistan und Umara.                           | nur Mauerreste erhalten                                    | Çoğulhan; Afşin                                   | |
| Derebucak Tol Hanı (Afşin Çavlı Hanı)                                                             |      | Anfang 13. Jahrhundert                | Mubariziddin Cavli, Emir und Atabek von Elbistan Derebucak; unter der Regentschaft von Sultan Kai Chosrau I.                                      | nur Mauerreste erhalten                                    | Derebucak; (Provinz Konya)                        | |
| Deve Han                                                                                          |      | 1207 bis 1210                         | unbekannt; unter der Regentschaft von Sultan Kai Chosrau I.                                                                                       | wenige Mauerreste                                          | Seyitgazi; Seyitgazi                              | |
| Dibi Delik Han (Hocaci Han, Akbaşi Han, Akyokuş Han)                                              |      | 1200–1210                             | unbekannt; unter der Regentschaft von Sultan Kai Chosrau I.                                                                                       | Café und Restaurant                                        | Meram; Konya                                      | Dibi Delik Han (auch Hocaci Khan, Akbaşhi Khan, Akyokuş Khan) erbaut von 1200 bis 1220                                 |
| Dipli Dumluca Han (Kara Han)                                                                      |      | zwischen 1250 und 1300                | unbekannt; | Ruine                                                      | Dumluca; Divriği                                  | |
| Doğala Han (Doğan Han; Derinkuyu-Doğala Han)                                                      |      | zwischen 1200 und 1250                | unbekannt | Ruine; Renovierung geplant                                 | Doğala; Derinkuyu                                 | |
| Dokuzun Hanı (Dokuş-Derbent Han)                                                                  |      | 1210                                  | Emir Haji Ibrahim Ibn Abu Bakr, unter der Regentschaft von Sultan Kai Chosrau I.                                                                  | Restaurant                                                 | Dokuz; Selçuklu                                   | |
| Dolay Han (Derinkuyu-Dolay Han)                                                                   |      | unbekannt                             | unbekannt | mir Teil der Außenmauer erhalten                           | Til Köyü; Derinkuyu                               | |
| Durağan Han (Durak Han, Boyabat-Vezirköprü Han, Pervane Süleyman Han)                             |      | 1266                                  | Wesir Mu’in al-Din Suleyman bin Ali unter Sultan Kai Chosrau III.                                                                                 | städtisch; Lagerhalle, Basar                               | Durağan; Durağan                                  | |
| Eğret Han                                                                                         | Lage | 1260–78                               | Muineddin Süleyman, Minister unter Sultan Kai Chosrau III.                                                                                        | städtisch; Lagerhalle                                      | İhsaniye; İhsaniye                                | |
| Eğirdir-Han (Eğridir Han, Giyaseddin Keyhüsrev Han, Pinarbaşı Han)                                | Lage | 1229–38                               | Sultan Ala ad-Din Kai Kobad I. und Kai Chosrau II.                                                                                                | Ruinenfeld                                                 | Eğirdir; Eğirdir                                  | Eğirdir, Stadttor |
| Eli-Kesik Han (Derbent Han)                                                                       |      | 1200–1210                             | unbekannt, unter der Regentschaft von Sultan Kai Chosrau I.                                                                                       | Ruinenfeld                                                 | Afşin; Afşin                                      | |
| Emir Şerafettin Ejder Han                                                                         |      | 13. Jh.                               | Emir Şerafettin Ejder Bey | Städtisch; zurzeit geschlossen                             | Iğdır; Iğdır                                      | |
| Ertokuş Han (Gelendost Han)                                                                       | Lage | 1253/54                               | Emir Mübarüziddin Ömer Ertokuş unter Sultan Kai Kobad I.                                                                                          | zurzeit geschlossen                                        | Yeşilköy; Gelendost                               | |
| Esab-ı Kehf Han (Afşin Han)                                                                       |      | 1232 bis 1233.                        | Emir Nasr ad-Din Hasan Ibn Ibrahim unter Sultan Kai Kobad I.                                                                                      | Museum                                                     | Başüstü; Afşin                                    | |
| Evdir Han (Korkuteli Han)                                                                         | Lage | zwischen 1215 und 1219                | Sultan Kai Kobad I. | Ruine                                                      | Düzlerçamı; Döşemealtı                            | |
| Eynif Tol Hanı                                                                                    | Lage | 13. Jahrhundert                       | nicht bekannt | Ruine                                                      | bei Bașlar, İbradı (Aydınkent), (Provinz Antalya) | |
| Ezinepazar Han (Cavuş Han, Ine Pazar Han)                                                         |      | 1238–1246                             | Mahperi Hatun, eine Ehefrau von Sultan Kai Kobad I.                                                                                               | Städtisch; kulturelle Nutzung                              | Ezinepazar; Amasya                                | |
| Haci Eyüplü Han                                                                                   |      | 1235                                  | erbaut von Wesir Şeyfettin Karasungur Ibn Abdullah                                                                                                | keine Überreste vorhanden                                  | Lage unbekannt                                    | keine Abbildung vorhanden                                                                                              |
| Haci Hafiz Han (Bahri Han)                                                                        |      | 1201 bis 1225                         | unbekannt, unter der Herrschaft von Sultan Kai Chosrau I.                                                                                         | Ruine                                                      | Sarıcalar; Selçuklu                               | |
| Hanel Barur (Barûr Hanı/Han-el Barur)                                                             | Lage |                                       | |                                                            |                                                   | |
| Hanobaşı Han (Kubatlı Han)                                                                        |      | Anfang 13. Jahrhundert                | unbekannt, | Ruine                                                      | Hanobaşı; Pazarcık                                | |
| Hekim Han (Taş Han)                                                                               |      | 1218–1220                             | Ebu Salim Ben Ebil-Hasan el-Sammas, Leibarzt des Sultans Kai Kobad I.                                                                             | Städtisch; kulturelle Nutzung                              | Hekimhan; Hekimhan                                | |
| Horozlu Han (Ruzapa Han, Orozlu Han, Lala Ruzbe Han, Rube Han)                                    |      | 1246–1249                             | Emir und Atabeg Camedar Esudüddin Ruz Apa unter Sultan Kai Kaus II.                                                                               | Restaurant, Hochzeitssalon und Lagerhalle                  | Selçuklu; Konya                                   | |
| Hüyükburun Han                                                                                    |      | unbekannt                             | unbekannt | geschlossen                                                | Hüyükburun; Ayrancı                               | |
| Ibrahim Şah Han                                                                                   |      | unbekannt                             | unbekannt | Ruine, Ausgrabungen seit 2014                              | Esenkent; Merkez                                  | |
| Ilgin Han                                                                                         |      | zwischen 1249 und 1280                | errichtet im Auftrag des Großwesirs Sahip Ata Fahrettin Ali (auch: Fahreddin Ali ibn Husein; Fakhr al-Din Ali ibn al-Husayn ibn Abu Bakr)         | keine Überreste vorhanden                                  | Lage unbekannt                                    | keine Abbildung vorhanden                                                                                              |
| İncir Han                                                                                         | Lage | 1238/39                               | Sultan Kai Kobad I. | Ruine, Renovierung geplant                                 | Seydiköy; Bucak                                   | |
| Ispile Han (Basakpınar Han)                                                                       |      | 13. Jahrhundert                       | unbekannt | wenig Mauerreste                                           | Basakpınar; Talas                                 | |
| Kadınhanı (Raziye Devlet Hatun Hanı, Kadın Hanı)                                                  | Lage | 1223                                  | Devlet Hatun (auch: Radiya Khatun), Tochter oder eine Ehefrau des Sultans Kai Kobad I.                                                            | ehemals Basar; z. Zt. geschlossen (Stand 2022)             | Kadınhanı; Kadınhanı                              | |
| Karatay Han                                                                                       | Lage | 1219 bis 1241                         | Großwesir Celâleddin Karatay unter den Sultanen Kai Kobad I. und Kai Chosrau II.                                                                  | Privatbesitz; Nutzung als Café und Hotel                   | Karadayı (Bünyan); Bünyan                         | |
| Kargı Hanı (Kargi Han)                                                                            | Lage | 1237 bis 1246                         | unbekannt; unter der Regentschaft von Sultan Izz ad-Din Kilidsch Arslan II.                                                                       | Ruine, wird seit 2019 restauriert                          | Beydiğin; Manavgat (Provinz Antalya)              | Kargıhan Winterhalle                                                                                                   |
| Kayseri Han                                                                                       |      | 1247                                  | Großwesir Celâleddin Karatay unter den Sultanen Kai Kobad I. und Kai Chosrau II.                                                                  | Mauerreste                                                 | Kayseri; Kayseri                                  | Kayseri; Ruine des Kayseri Han, erbaut 1247unter Großwesir Celâleddin Karatay.                                         |
| Kesik Köprü Han                                                                                   |      | 1268                                  | Nureddin Cebrail Bin Caca, Wesir, Emir und Atabey von Kirşehir unter Sultan Kai Chosrau III.                                                      | Museum                                                     | Kesikköprü; Kirşehir                              | |
| Kırkgöz Han                                                                                       | Lage | 1237 bis 1246                         | ʿIṣmat al-Dunyā waʾl-Dīn, die dritte Frau von Kai Kobat I. unter Sultan Kai Chosrau II., ihrem Schwiegervater                                     | kulturelle Nutzung                                         | Bıyıklı; Döşemealtı                               | |
| Kızılören Hanı (Yazıönü Han, Atlı Han, Kızılviran Han, Emir Kandemir Han, Yazonu Han und Yaz Han) | Lage | 1205/06                               | Emir Kandehir (auch: Kandemir; Kutlu; Kutluğ bin Muhammed) unter Sultan Kai Chosrau I.                                                            | früher Restaurant, seit 2017 geschlossen                   | Kızılören; Meram                                  | |
| Küçük Avşar Köyü Hanı                                                                             |      | 13. Jahrhundert                       | nicht bekannt | Spolien im Dorf Dorf Küçük Avşar verbaut                   | bei Küçük Avşar, Beyşehir (Provinz Konya)         | |
| Küçük Kızılören Hanı                                                                              | Lage | Anfang bis Mitte des 13. Jahrhunderts | wahrscheinlich unter Sultan Kai Kaus I. oder Kai Kobad I.                                                                                         | geschlossen                                                | Kızılören; Meram                                  | |
| Köprüköy Han                                                                                      |      | 1297                                  | Wesir Çoban Sulduz unter Sultan Mas’du II. | nur einige Mauern erhalten                                 | Köprüköy; Köprüköy                                | |
| Köprüsuyu Hanı                                                                                    |      | 13. Jahrhundert                       | vermutlich unter Ghiyath ad-Din Kai-Chusrau II.                                                                                                   | keine Spuren vorhanden                                     | Köprüpazar/Belkis, Serik (Provinz Antalya)        | |
| Kuruçeşme Hanı (Hanönü Han)                                                                       | Lage | 1207 bis 1210                         | Emir Kandehir (auch: Kandemir; Kutlu; Kutluğ bin Muhammed) unter Sultan Kai Chosrau I.                                                            | Restaurant                                                 | Kızılören; Meram (Provinz Konya)                  | |
| Kurum Han (Kuru Han)                                                                              | Lage | zwischen 1250 und 1300                | unbekannt; | wenige Grundmauern                                         | Altınelma; Afşin                                  | |
| Makit Hanı (Denizli Han)                                                                          | Lage | Ende 13., Anfang 14. Jahrhundert      | unbekannt; | Ruine                                                      | Denizli; Keban                                    | |
| Mamahatun Kervansarayı                                                                            |      | Ende des 13. Jahrhunderts             | unbekannt; | Museum                                                     | Tercan; Tercan                                    | Tercan,han1 |
| Mircinge Han (Divriği Han)                                                                        |      | Mitte des 13. Jahrhunderts            | Emir Ahmed Schah von Mengücek | nur Fundamente vorhanden                                   | Handere; Divriği                                  | |
| Murtbeli Tol Hanı (Beldibi Hanı)                                                                  | Lage | 1231                                  | vom seldschukischen Staatsmann Emir Esededdin Ayaz                                                                                                | Ruine, dient als Ziegenstall                               | bei Sirtköy, Manavgat (Provinz Antalya)           | |
| Nurhak Han (Zille Han)                                                                            | Lage | zwischen 1250 und 1300                | unbekannt; unter Sultan Kai Chosrau II. oder Kai Kaus II.                                                                                         | Ruine                                                      | Kıyılar; Nurhak                                   | |
| Obruk Hanı                                                                                        | Lage | zwischen 1220 und 1250                | unbekannt; unter Sultan Kai Chosrau II. oder Kai Kaus II.                                                                                         | in Renovierung; geschlossen                                | Obruk; Karatay                                    | |
| Öresun Han (Öresin Han; Örsin Han, Tepesi Delik Han)                                              | Lage | 1188                                  | Prinz Melih Sultan Şah; Sohn des Sultans Kilic Arslan II.                                                                                         | Privat; Restaurant, Basar                                  | Bebek; Aksaray                                    | Örsin Han, auch Öresun Han, Tepesi Delik Han; errichtet 1188.                                                          |
| Ortapayam Hanı (Kireçli Han)                                                                      |      | 13. Jahrhundert                       | nicht bekannt | Derebucak (Provinz Konya)                                  | Ortapayam Ovası, Derebucak (Provinz Konya)        | |
| Pazar Han (Pazar Hatun Han, Mahperi Hatun Han, Hatun Han)                                         |      | 1238/39                               | Mahperi Huand Hatun, eine Frau Sultans Kai Kobad I.\| und Mutter von Sultan Kai Chosrau II.                                                       | Privatbesitz, Restaurant                                   | Pazar; Pazar                                      | |
| Sahipata Hanı (İshaklı Han, Saipat Han, Sahip Ata Hanı)                                           | Lage | 1249/50                               | Ali Husain, Sohn des Wesir Sahip Ata Fahr al-Din Ali, genannt Sahipata unter Sultan Kai Kaus II.                                                  | Gaststätte und Teesalon                                    | Sultandağı; Sultandağı                            | |
| Șarapsa Han (Şerafza, Şarabsa, Sarafşa, Şarafsa Hanı)                                             |      | 1240 bis 1245 oder 1237 bis 1238      | Sharab-sâlâr Emir Asad al-Din Aya unter Sultan Kai Chosrau II.                                                                                    | Privatbesitz; Nachtklub, Restaurant                        | Payallar/Konaklı ; Alanya                         | |
| Sarıhan (Avanos Han, Saru Han)                                                                    |      | vermutlich um 1250                    | unbekannt, unter Sultan Kai Kaus II. | kulturelle Nutzung                                         | Avanos; Avanos                                    | |
| Sevdilli Han (Elbistan-Sevdili Han)                                                               |      | zwischen 1225 und 1250                | unbekannt | nur Mauerreste                                             | Sevdilli; Hanobası                                | |
| Sultanhanı (Aksaray)                                                                              |      | 1229                                  | Sultan Kai Kobad I. | Museum                                                     | Sultanhanı; Aksaray                               | Sultan Hanı Kervansaray; Nordseite, erbaut 1229–36 unter Sultan Kai Kobad I.                                           |
| Sultan Han (Kayseri)                                                                              |      | zwischen 1232 und 1236                | Sultan Kai Kobad I. | Museum                                                     | Sultanhanı; Büyüktuzhisar; Bünyan; Kayseri        | |
| Susuz Han                                                                                         |      | 1244 bis 1246                         | unbekannt; unter der Regentschaft von Sultan Kai Chosrau II.                                                                                      | geschlossen; Museum geplant                                | Susuz; Bucak                                      | |
| Yenice Çiftlik Hanı                                                                               |      | vermutlich 13. Jahrhundert            | unbekannt | Ruinenreste                                                | Yenice, Seydişehir (Provinz Konya)                | |
| Yunuslar Hanı                                                                                     |      | unbekannt                             | unbekannt | keine Reste vorhanden                                      | bei Yunuslar, Beyşehir (Provinz Konya)            | |
| Zalmanda Han                                                                                      |      | Mitte des 13. Jh.                     | unbekannt; | geschlossen                                                | Altınekin; Altınekin                              | |
| Zazadin Han (Sadettin Han)                                                                        |      | 1235 bis 1237                         | Emir Sâdeddin Köpek; Wesir unter Sultan Kai Kobad I.                                                                                              | geschlossen                                                | Tömek; Selçuklu;                                  | |
| Zivarık Han (Zivarek Han)                                                                         |      | 14. Jahrhundert                       | unbekannt | Restaurant                                                 | Ölmez; Altınekin                                  | |